# Hans Sckommodau
Hans Sckommodau (* 22. Februar 1906 in Meißen; † 29. Mai 1988) war ein deutscher Romanist.

## Leben und Werk
Sckommodau promovierte 1933 in Leipzig bei Walther von Wartburg mit der Arbeit Der französische psychologische Wortschatz der zweiten Hälfte des 18. Jahrhunderts. Er habilitierte sich 1942 in Köln bei Fritz Schalk. 1956 wurde er Ordinarius für romanische Philologie in Frankfurt (als Nachfolger von Erhard Lommatzsch), 1961 in München.

## Weitere Werke
- Die Dichtungen Michelangelos, in: Romanische Forschungen 56, 1942
- Die religiösen Dichtungen Margaretes von Navarra, Köln 1955
- (Herausgabe zusammen mit Harri Meier) Wort und Text. Festschrift für Fritz Schalk, Frankfurt 1963
- Die Silbe und die Struktur des Französischen, Wiesbaden 1967
- Thematik des Paradoxes in der Aufklärung (Sitzungsberichte der wissenschaftlichen Gesellschaft an der Johann Wolfgang Goethe-Universität Frankfurt/Main, 10, Jahrgang 1971, 2), Wiesbaden 1972
- Galanterie und vollkommene Liebe im „Heptameron“, München 1977